# Bulbul fumat de l'illa de Maurici
El bulbul fumat de l'illa de Maurici (Hypsipetes olivaceus) és una espècie d'ocell de la família dels picnonòtids (Pycnonotidae). És endèmic de l'illa de Maurici. Els seus hàbitats principals són els boscos tropicals i subtropicals secs, els boscos tropicals i subtropicals de frondoses humits de les terres baixes, les plantacions i les àrees forestals fortament degradades. El seu estat de conservació es considera vulnerable.